# Rose Ash
Rose Ash of Ralph-Esse is een civil parish in het bestuurlijke gebied North Devon, in het Engelse graafschap Devon. In 2001 telde het civil parish 294 inwoners. Rose Ash komt in het Domesday Book (1086) voor als 'Aisse' / 'Aissa'. De parish omvat de gehucht Ash Moor.